# Кассьерра, Матео
Са́ндер Мате́о Кассье́рра Кабе́сас (исп. Zander Mateo Cassierra Cabezas; род. 13 апреля 1997[…], Барбакоас, Нариньо) — колумбийский футболист, нападающий российского клуба «Зенит».

## Клубная карьера
В 2015 году был приглашён в основной состав колумбийского клуба «Депортиво Кали». 29 марта 2015 года дебютировал в колумбийском чемпионате, выйдя на замену на 86-й минуте вместо Арольда Пресьядо в поединке против «Депортиво Пасто».
17 июня 2016 года Кассьерра подписал профессиональный контракт сроком на пять лет с клубом «Аякс», который будет действовать до 2021 года. Стоимость трансфера составила 5,5 млн долларов. Кассьерра стал вторым колумбийским игроком после Даниэля Круза, выступавшим за нидерландский клуб. 16 июля 2016 года Матео забил первый гол за «Аякс» в товарищеском матче в ворота самарских «Крыльев Советов».
1 июня 2018 года «Аякс» объявил о переходе Матео в клуб «Гронинген», арендное соглашение рассчитано до конца сезона-2018/19. Дебютировал в новой команде 25 августа в матче чемпионата против «Де Графсхапа», а первый гол забил 2 ноября во встрече с «Эксельсиором». В конце декабря «Аякс» и «Гронинген» договорились о прекращении арендного соглашения. За пять месяцев Матео провёл 10 матчей и отметился одним голом в чемпионате.
В январе 2019 года был арендован в аргентинский «Расинг» из Авельянеды. 28 апреля дебютировал за «Расинг» в матче Кубка Суперлиги с «Эстудиантесом», выйдя на замену во втором тайме вместо Джонатана Кристальдо. Вторую и последнюю игру за основной состав провёл 11 мая против «Тигре», заменив на 82-й минуте защитника Алехандро Донатти — встреча проходила в рамках четвертьфинала Кубка Суперлиги и завершилась поражением его команды со счётом 2:0.
2 сентября 2019 года подписал трёхлетний контракт с португальским клубом «Белененсеш САД».
26 августа 2021 года пополнил состав клуба «Сочи», подписав контракт на два сезона с возможностью продлить ещё на год. Дебютировал за команду 12 сентября в матче 7-го тура чемпионата России против «Уфы» (3:1), отличившись на 11-й минуте встречи. 21 мая в заключительном туре чемпионата России 2021/22 сделал хет-трик в ворота московского «Динамо» (5:1) и помог своей команде завоевать серебряные медали.
30 июня 2022 года перешёл в «Зенит», заключив контракт на три сезона с возможностью продления ещё на один год. 9 июля 2022 года, выйдя на замену в матче за Суперкубок России против московского «Спартака» (4:0), на 90+3-й минуте встречи забил первый мяч в официальных матчах за клуб, а «Зенит» завоевал Суперкубок. После перехода в клуб, до зимней паузы отыграл 14 матчей в чемпионате России и не смог забить ни одного мяча. Первый мяч в чемпионате России забил 9 апреля 2023 года в гостевом матче 22-го тура против московского «Локомотива». 19 мая 2024 года в гостевом матче против «Ахмата» (5:1) забил пять мячей, став третьим игроком в чемпионате России (после Виктора Панченко в 1994 году и Олега Веретенникова в 1998 году) и вторым игроком в истории «Зенита», сделавшим это. Также Кассьерра, забивший все 5 мячей с игры, в этом матче сделал самый ранний «покер» в истории чемпионатов России (к 47-й минуте) и один из самых быстрых хет-триков — за 7 минут (с 44-й по 51-ю минуты матча).

### Карьера в сборной
Дебютировал за сборную Колумбии в июне 2023 года в товарищеском матче против сборной Ирака и забил победный гол.

## Достижения

### Командные
«Депортиво Кали»
- Чемпион Колумбии: Апертура 2015

«Йонг Аякс»
- Победитель Первого дивизиона Нидерландов: 2017/18

«Сочи»
- Серебряный призёр чемпионата России: 2021/22

«Зенит»
- Чемпион России (2): 2022/23, 2023/24
- Серебряный призёр чемпионата России: 2024/25
- Обладатель Кубка России: 2023/24
- Обладатель Суперкубка России (3): 2022, 2023, 2024

### Личные
- Лучший бомбардир чемпионата России: 2023/24 (21 мяч)

## Статистика
| Выступление         | Выступление      | Выступление      | Лига | Лига | Кубки | Кубки | Международные | Международные | Итого | Итого |
| Клуб                | Лига             | Сезон            | Игры | Голы | Игры  | Голы  | Игры          | Голы          | Игры  | Голы  |
| ------------------- | ---------------- | ---------------- | ---- | ---- | ----- | ----- | ------------- | ------------- | ----- | ----- |
| Депортиво Кали      | Примера А        | 2015             | 23   | 8    | 10    | 3     | —             | —             | 33    | 11    |
| Депортиво Кали      | Примера А        | 2016             | 20   | 4    | 0     | 0     | 6             | 2             | 26    | 6     |
| Депортиво Кали      | Итого            | Итого            | 43   | 12   | 10    | 3     | 6             | 2             | 59    | 17    |
| Аякс                | Эредивизи        | 2016/17          | 17   | 2    | 3     | 2     | 9             | 0             | 29    | 4     |
| Аякс                | Эредивизи        | 2017/18          | 4    | 1    | 1     | 0     | 0             | 0             | 5     | 1     |
| Аякс                | Итого            | Итого            | 21   | 3    | 4     | 2     | 9             | 0             | 34    | 5     |
| Йонг Аякс           | Эрстедивизи      | 2016/17          | 17   | 11   | —     | —     | —             | —             | 17    | 11    |
| Йонг Аякс           | Эрстедивизи      | 2017/18          | 29   | 18   | —     | —     | —             | —             | 29    | 18    |
| Йонг Аякс           | Итого            | Итого            | 46   | 29   | —     | —     | —             | —             | 46    | 29    |
| Расинг (Авельянеда) | Суперлига        | 2019/20          | 0    | 0    | 2     | 0     | —             | —             | 2     | 0     |
| Расинг (Авельянеда) | Итого            | Итого            | 0    | 0    | 2     | 0     | —             | —             | 2     | 0     |
| Белененсеш САД      | Примейра         | 2019/20          | 29   | 4    | 2     | 0     | —             | —             | 31    | 4     |
| Белененсеш САД      | Примейра         | 2020/21          | 32   | 10   | 4     | 1     | —             | —             | 36    | 11    |
| Белененсеш САД      | Примейра         | 2021/22          | 2    | 0    | 1     | 0     | —             | —             | 3     | 0     |
| Белененсеш САД      | Итого            | Итого            | 63   | 14   | 7     | 1     | —             | —             | 70    | 15    |
| Сочи                | Премьер-лига     | 2021/22          | 22   | 14   | 1     | 0     | 0             | 0             | 23    | 14    |
| Сочи                | Итого            | Итого            | 22   | 14   | 1     | 0     | 0             | 0             | 23    | 14    |
| Зенит (СПб)         | Премьер-лига     | 2022/23          | 26   | 2    | 8     | 4     | —             | —             | 34    | 6     |
| Зенит (СПб)         | Премьер-лига     | 2023/24          | 28   | 21   | 10    | 3     | —             | —             | 38    | 24    |
| Зенит (СПб)         | Премьер-лига     | 2024/25          | 30   | 8    | 9     | 4     | —             | —             | 39    | 12    |
| Зенит (СПб)         | Премьер-лига     | 2025/26          | 1    | 1    | 0     | 0     | —             | —             | 1     | 1     |
| Зенит (СПб)         | Итого            | Итого            | 85   | 32   | 27    | 11    | —             | —             | 112   | 43    |
| Всего за карьеру    | Всего за карьеру | Всего за карьеру | 280  | 104  | 51    | 17    | 15            | 2             | 346   | 123   |

1. ↑  В графу «Кубки» входят игры и голы в национальных кубках, кубках лиги и суперкубках.
2. ↑  Кубок Либертадорес, Лига чемпионов УЕФА, Лига Европы УЕФА.